# Fred Chapellier
Pour les articles homonymes, voir Chapellier.
Frédéric Chapellier, dit Fred Chapellier, né le 4 juin 1966 à Metz, est un guitariste, auteur, compositeur et interprète.

## Biographie
Fred Chapellier né le 4 juin 1966 à Metz, commence à jouer de la guitare en 1981 après avoir pratiqué la batterie pendant 3 ans.
Après quelques années d'apprentissage, Il commence à tourner avec son premier blues band "Kashmir" (1992 à 1997) avant de former le groupe "Men in Blue" avec son ami Franco/Américain Big Joe Barret. Ils tourneront ensemble pendant environ 4 ans.
En 2002, il décide de former son ultime groupe "Fred Chapellier Blues Band" .
Fred est principalement influencé par Peter Green, Albert King et Roy Buchanan, mais il apprécie aussi d'autres guitaristes comme Jimi Hendrix, Albert Collins, Jimmy Page, Ritchie Blackmore et beaucoup d'autres.
En 2003, "Fred Chapellier blues band" devient définitivement Fred Chapellier. Exit les mots "blues band".
Suivent deux albums en Français: "Blues devil" en 2003 et "L'œil du blues" en 2005.
Deux ans plus tard, Fred rend hommage avec Jean Alain Roussel à son guitariste fétiche, le regretté Roy Buchanan dans son album "Fred Chapellier & friends, a tribute to Roy Buchanan", paru en 2007.
En 2009, Fred s'associe avec Billy Price, le chanteur de Roy Buchanan. Leur album Night Work" sort sous le label DixieFrog et permet aux deux artistes de se produire en Europe, mais aussi aux Etats-Unis.
En 2010, c'est aux côtés de Jacques Dutronc, que Fred part pour une tournée de 89 dates. Un cd & dvd live de cette tournée: Et vous, Et vous, Et vous sont sortis en octobre 2010.
2011 est l'année de multiples collaborations. Fred partage la scène avec ses amis Neal Black et Nico Wayne Toussaint pour une série de concerts. La même année, Fred et Tom Principato, guitariste de Washington DC, se retrouvent pour une tournée de 15 dates, qui donnera naissance au live "Guitars On Fire" enregistré dans le célèbre club "Chez Paulette".
En février 2012, Fred part à Memphis (Tennessee), où il représente la France  à l'International Blues Challenge. Cent cinquante groupes du monde entier s'affrontent dans les clubs de Beale street pendant 8 jours. Fred ira jusqu'en demi-finale. Une équipe de France 2 l'a suivi et réalisé un reportage de 25 minutes sur son aventure américaine. https://www.youtube.com/watch?v=ELnwbysLFBI
2014, réquisitionné par son ami Jacques Dutronc, il devient l'un des guitaristes qui accompagnent Les Vieilles Canailles (Jacques Dutronc, Johnny Hallyday, Eddy Mitchell), lors des concerts à Bercy en novembre 2014 et à l'occasion de la tournée 2017. Un Cd & DVD Live est d'ailleurs sorti en 2017.
A l'automne 2018, Fred publie un nouveau disque, en hommage à l’immense Peter Green (Fleetwood Mac) Fred Chapellier Plays Peter Green (live) Dixiefrog Records, avec des invités de choc, Leadfoot River et Ahmed Mouici au chant, et Pascal Mikaellan à l’harmonica.
2020, Dixiefrog Records décide de sortir une compilation des meilleurs titres de Fred.
Intitulé Best Of 25 years on the road, ce double album contient un album studio et un album live.
2022, Fred profite de l'ère Covid pour composer et écrire son nouvel album.
Straight to the point sort en février 2022.

## Discographie

### Albums & DVD
- 2003: Blues Devil - Fred CHAPELLIER Blues Band
- 2005: L'œil du Blues - Fred CHAPELLIER
- 2007: A tribute to Roy Buchanan - Fred CHAPELLIER & Friends
- 2009: Night Work - Billy Price & Fred CHAPELLIER
- 2010: Night Work Tour(Live) - Billy Price & Fred CHAPELLIER
- 2010: Compilation The French Years - Fred CHAPELLIER
- 2011: Live and More  - B.T.C Blues Revue (Fred CHAPELLIER, Neal Black, Nico Wayne Toussaint) Album & DVD
- 2011: Guitars on Fire Live at Paulette - Fred CHAPELLIER & Tom Principato
- 2012: Electric Fingers - Fred CHAPELLIER
- 2014: Electric Communion(Live)- Fred CHAPELLIER
- 2016: "It Never Comes Easy" - Fred CHAPELLIER
- 2018: "Set Me Free" - Fred CHAPELLIER & The Gents featuring Dale Blade[8]
- 2018: Fred Chapellier plays Peter Green
- 2020: "Best Of 25 Years On The Road"- Fred Chapellier[9]
- 2022: "Straight To The Point"- Fred Chapellier[10]
- 2024: "Live in Paris" - Fred CHAPELLIER

### Avec d'autres artistes
- 2010: "Et vous, Et vous, Et vous..." cd & dvd live - Jacques Dutronc
- 2011: "Sometimes the truth" - Neal Black
- 2011: "Guitars on Fire Live at chez Paulette" Fred Chapellier & Tom Principato
- 2012: "B.T.C Blues Revue - Live And More " Neal Black / Nico Wayne Toussaint / Fred Chapellier
- Après demain"- Bill Deraime
- 2017: "Live cd & dvd"- Les Vieilles Canailles

## Récompenses
- Nommé "révélation blues" et "meilleur guitariste" de l'année aux "Trophées France Blues" en 2004.